# Direito à integridade física
O direito à integridade física ou corporal, garante a inviolabilidade do corpo físico e enfatiza a importância da autonomia pessoal, da propriedade de si e da autodeterminação dos seres humanos sobre seus próprios corpos. No campo dos direitos humanos, a violação da integridade corporal de outra pessoa é considerada uma violação antiética, invasiva e possivelmente criminosa.

## Governo e legislação
O direito à integridade física já foi entendido apenas como proteção contra agressões físicas, mas hoje é invocado em relação a outros direitos, como segurança, saúde, meio ambiente e qualidade de vida. Ele inclui a integridade corporal e psicológica e é relacionado com o direito ao desenvolvimento da pessoa.
Embora possa haver ofensas ao corpo sem ofensas à saúde e vice-versa, ambos devem ser considerados e punidos no âmbito do crime de lesão corporal. O direito à vida abrange o direito à integridade física, mas com algumas ressalvas. A Convenção Americana sobre Direitos Humanos estabelece que toda pessoa tem o direito de que se respeite sua integridade física, mental e moral.

### Brasil
No Art. 5.º do Decreto n.º 678 de 6 de novembro de 1992, dita que:
1. Toda pessoa tem o direito de que se respeite sua integridade física, psíquica e moral. 

2. Ninguém deve ser submetido a torturas, nem a penas ou tratos cruéis, desumanos ou degradantes. Toda pessoa privada da liberdade deve ser tratada com o respeito devido à dignidade inerente ao ser humano.

### Portugal
No Art. 25.º da Constituição da República Portuguesa de 1976, dita que:

1. A integridade moral e física das pessoas é inviolável. 

2. Ninguém pode ser submetido a tortura, nem a tratos ou penas cruéis, degradantes ou desumanos.

## Direitos humanos
O direito à integridade física é um direito humano fundamental reconhecido por várias convenções e tratados internacionais. Conforme a Declaração Universal dos Direitos Humanos da ONU, "Ninguém será submetido à tortura nem a penas ou tratamentos cruéis, desumanos ou degradantes" (Art. 5.º). Além disso, o Pacto Internacional de Direitos Civis e Políticos estabelece que "Ninguém será submetido a tortura, nem a penas ou tratamentos cruéis, desumanos ou degradantes" (Art. 7.º).